# RHC Concordia
Roermondse Hockeyclub Concordia (RHC) is een hockeyclub in Roermond. Concordia werd opgericht op 1 september 1924 en was de daarmee de eerste hockeyclub in de provincie Limburg. Anno 2007 telt de club 717 (oktober 2017) leden, waarvan twee derde jeugdleden. Het is een van de twee hockeyclubs in Midden-Limburg.
De hockeyclub heeft de beschikking over drie kunstgrasvelden en een klein mini- en oefenveldje gelegen naast het clubgebouw. Door de sterke groei was de club genoodzaakt een derde veld aan te leggen. Op 7 november 2009 is het derde veld geopend.
Het tenue van Concordia bestaat uit een rood shirt met een zwarte korte broek / rokje en zwarte sokken.
Hoofdsponsor is ABN-AMRO